# Keisuke Matsumoto
Keisuke Matsumoto (松本 圭介 Matsumoto Keisuke?), född 17 juni 1988 i Aichi prefektur, är en japansk fotbollsspelare.
Matsumoto började sin karriär 2011 i MIO Biwako Shiga. 2013 flyttade han till Grulla Morioka. Han avslutade karriären 2015.